# Facundo (prénom)
- Pour l'ensemble des articles sur les personnes portant ce prénom, consulter :
  - la liste des articles dont le titre commence par ce prénom
  - les listes produites par Wikidata : Liste des personnes de prénom « Facundo » — même liste en incluant les éventuels prénoms composés qui contiennent « Facundo ».

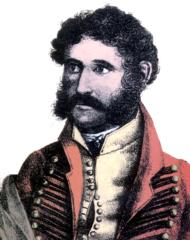
Juan Facundo Quiroga

Facundo est un prénom hispanophone, d'origine latine (Facundus), qui signifie « éloquent » ; sa forme francophone, extrêmement rare, est Facond.

## Origine
Saint Facond est un martyr chrétien, décapité vers l'an 300 sur le site de l'actuelle ville de Sahagún (province de Léon) en compagnie de saint Primitif. 

## Personnages célèbres
Le prénom Facundo a été porté par Juan Facundo Quiroga, militaire et homme politique argentin du début du XIXe siècle, dont la vie est racontée dans le livre Facundo de Domingo Faustino Sarmiento.
Facundo Bacardí Masso (1814-1886), immigrant espagnol à Cuba, est le fondateur de l'entreprise Bacardi en 1862.
Au XXe siècle, le prénom est principalement porté en Amérique du Sud, en particulier en Argentine et en Uruguay, notamment par :
- Facundo Cabral (1937-2011), chanteur argentin ;
- Facundo Arana (1972-), comédien argentin ;
- Facundo Quiroga (1978-), footballeur argentin ;
- Facundo Roncaglia (1987-), footballeur argentin ;
- Facundo Santucci (1987-), joueur argentin de volleyball ;
- Facundo Conte (1989-), volleyeur argentin ;
- Facundo Bagnis (1990-), joueur argentin de tennis ;
- Facundo Píriz (1990-), footballeur uruguayen ;
- Facundo Bosch (1991-), joueur argentin de rugby à XV ;
- Facundo Campazzo (1991-), basketteur argentin ;
- Facundo Ferreyra (1991-), footballeur argentin ;
- Facundo Isa (1993-), joueur argentin de rugby à XV.
- Facundo Waller (1997-), footballeur uruguayen.